# マリリアーノ
マリリアーノ（イタリア語: Marigliano）は、イタリア共和国カンパニア州ナポリ県にある、人口約3万人の基礎自治体（コムーネ）。

## 地理

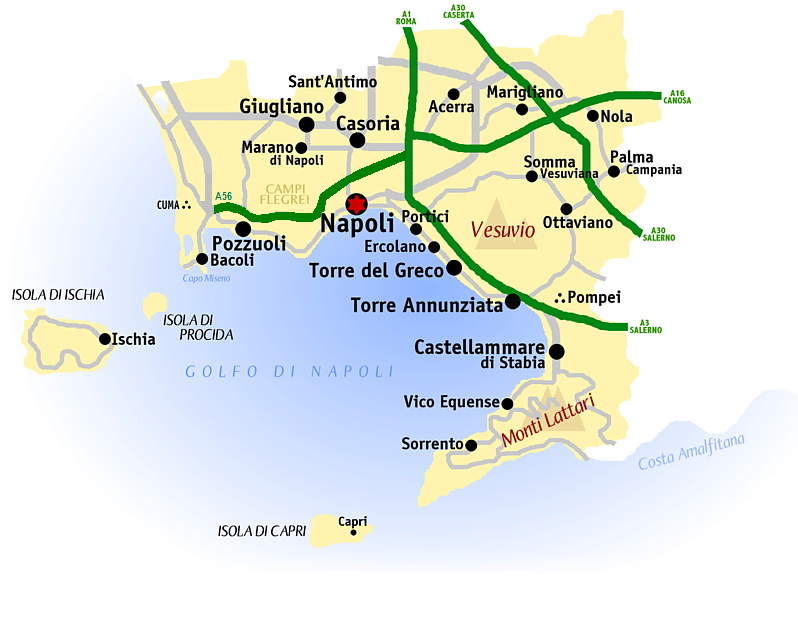
ナポリ県概略図

| ナポリ県北部のコムーネ。ナポリ中心部から東北東へ18km、カゼルタから南南東へ19kmの距離にある。 |

## 社会

### 環境問題

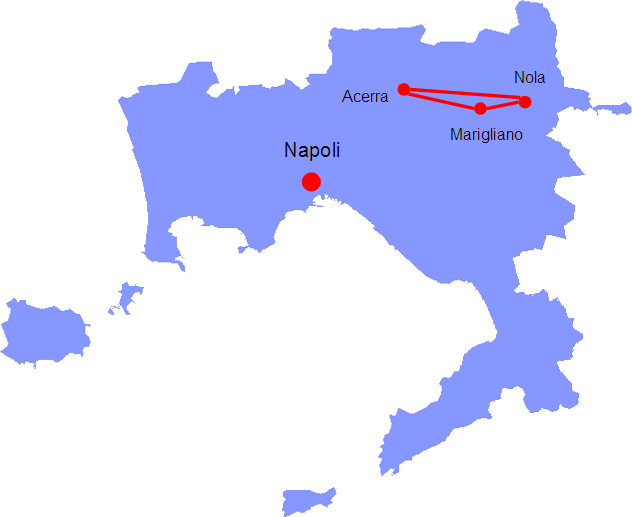
「死の三角地帯」

アチェッラ、マリリアーノ、ノーラ一帯では、不法な廃棄物処理によって深刻な健康被害が出ており、「死の三角地帯」(Triangolo della morte) という不名誉な称号を得ている。1980年代頃から当地の犯罪組織カモッラが有害廃棄物の不法投棄や焼却に関わった影響で、周辺地域ではがん患者などが増加している。

## 行政

### 分離集落
マリリアーノには、以下の分離集落（フラツィオーネ）がある。
- Lausdomini, Casaferro, Miuli, Pontecitra, Faibano, San Nicola

## 交通

### 鉄道
チルクムヴェスヴィアーナ鉄道
- ナポリ＝バイアーノ線 (it:Ferrovia Napoli-Nola-Baiano) 
ヴィットリオ・ヴェネト駅 (it)  - マリリアーノ駅 (it)

このほか、RFI（旧イタリア国鉄）のカンチェッロ＝アヴェッリーノ線 (it) が市域北部を通過している。かつてはカンチェッロ＝トッレ・アンヌンツィアータ線 (it) が走っており、マリリアーノ駅 (it) が置かれていたが、2014年に廃線・廃駅となった。

### 道路
アウトストラーダ
市域北部をアウトストラーダ A30、市域南部をアウトストラーダ A16が通過する。両路線は市域東方のジャンクション（所在地はサン・ヴィタリアーノとノーラにまたがる）で交差する。
国道
- SS7bis/var  (it:Strada statale 7 bis var)
- SS7bis  (it:Strada statale 7 bis di Terra di Lavoro)